# 阿亚兹·穆塔利博夫
阿亚兹·尼亚齐奥卢·穆塔利博夫（1938年5月12日—2022年3月27日），末任阿塞拜疆共产党第一书记和阿塞拜疆独立以来首任总统。

## 生平
穆塔利博夫1938年5月12日生于巴库，父亲Niyazi Aṣraf oğlu Mütallibov是二战老兵，母亲Kubra Mütallibova是一名妇科医生(1988年去世)。
1956年，穆塔利博夫从巴库的#189中学毕业，在青年时代他喜欢猫王和披头士的音乐，是校排球队的成员。1962年他毕业于阿塞拜疆国家石油和化学研究所。1963年加入苏联共产党。1964年成为巴库冰箱厂主任，1974年被任命为“BakElectroBytMash”国家工业公司总经理。
- 1977年被任命为阿塞拜疆共产党巴库市纳里马诺夫（Narimanov）区党委第二书记

- 1979年被任命为阿塞拜疆苏维埃社会主义共和国轻工业部长

- 1982年被任命为国家计划委员会主席和部长会议副主席（副总理）

- 1989年1月被任命为共和国部长会议主席（总理）

- 1990年1月20日，苏联军队进入巴库，黑色一月镇压发生

- 1990年1月24日在莫斯科，穆塔利博夫被任命为阿塞拜疆共产党第一书记，成为党和国家最高领导人

- 1990年5月阿塞拜疆苏维埃社会主义共和国最高苏维埃选举穆塔利博夫为阿塞拜疆总统

- 1990年12月在穆塔利博夫倡议下，最高苏维埃正式将阿塞拜疆苏维埃社会主义共和国重命名为阿塞拜疆共和国并发布主权宣言

- 1991年3月17日，在穆塔利博夫的压力下，阿塞拜疆最高苏维埃进行对苏联命运的公投

- 1991年8月20日穆塔利博夫成为唯一的领导人

- 1991年9月14日，穆塔利博夫解散阿塞拜疆共产党并提出修改宪法直接全国选举总统。

- 1991年9月8日穆塔利博夫以唯一候选人当选总统。穆塔利博夫上任后致力于扭转共和国的全面危机局势。他认为前苏联各共和国之间签署经济共同体条约“原则上是必要的”，同时他强调，在签署经济条约时，每个共和国都应考虑自己的特殊性。他希望组建自己的陆海、空军，来完成保卫领土完整，主权和独立的使命，因此，他拒绝参加由前苏联各共和国组成的“军事集团”，并于12月宜布担任共和国领土上全部武装力最总司令职务。[1]

- 1991年10月18日，阿塞拜疆最高苏维埃发布独立宣言

- 1991年12月，阿塞拜疆全国范围内的全民公决中，阿塞拜疆选民批准最高苏维埃通过的《独立宣言》，11个前苏联加盟共和国新的独立国家联合体，穆塔利博夫签署了《关于成立独立国家联合体和终止苏维埃社会主义共和国联盟宣言》，阿塞拜疆被土耳其、以色列、罗马尼亚和巴基斯坦承认为独立的国家

- 1992年2月25日亚美尼亚军队与俄罗斯支持的第366摩托化步兵团控制了霍贾利；逃亡居民成为霍贾利大屠杀的受害者

- 1992年3月6日，在阿塞拜疆人民阵线的压力下，穆塔利博夫因对霍贾利事件被迫向阿塞拜疆国民会议提交辞呈，总统的权力临时交给共和国最高苏维埃主席马梅多夫

- 1992年5月8日，亚美尼亚军队控制舒沙，阿塞拜疆对纳戈尔诺-卡拉巴赫地区的局势已完全失去控制

- 1992年5月14日，由阿塞拜疆共产党前成员主导的阿塞拜疆最高苏维埃，在听闻霍贾利大屠杀后，恢复了穆塔利博夫的总统职务

- 1992年5月15日，民族主义组织阿塞拜疆人民阵线的武装力量控制议会和阿塞拜疆国家广播和电视，宣布废黜穆塔利博夫总统，穆塔利博夫流亡莫斯科，阿塞拜疆最高苏维埃解散，权利转移到人民阵线和前共产主义者主导的阿塞拜疆国民议会

- 1992年5月17日，亚美尼亚军队控制拉钦，伊萨·甘巴尔当选阿塞拜疆国民议会新主席并临时代理阿塞拜疆总统职权至1992年6月17日大选。

### 流亡
穆塔利博夫自1992年起流亡莫斯科。1994年底他给时任俄罗斯总理的维克托·斯捷潘诺维奇·切尔诺梅尔金去信，最后得到一套普通住房。开始由于没有正式的身份，穆塔利博夫需要每一个半月去警察局登记一次，否则警察就会找他的麻烦。1995年他因为无法解释身份，被警察局拘留一天，1996年则被拘留30天。不得已1999年穆塔利博夫获得了俄罗斯难民身份，成为俄登记在案的约700名难民中最著名的一位。此后这位前总统的生活条件有了较大改善，每次出行都有司机开着一辆黑色伏尔加轿车等候。
- 1994年穆塔利博夫在莫斯科出版了一本名为《卡拉巴赫—黑色花园》（Karabakh — Black Garden）的书

- 2000年4月 — 穆塔利博夫的追随者在巴库宣布成立新的公民联盟党

- 2003年 - 穆塔利博夫加入阿塞拜疆社会民主党 (ASDP)并担任副主席

- 2012年7月 - 穆塔利博夫结束流亡在伊利哈姆·阿利耶夫总统允许下回到阿塞拜疆。

## 家庭和个人生活
穆塔利博夫和妻子Adila Mütallibova有两个儿子Azad和Zaur，孙子Tahir和孙女Madina。Azad2011年8月9日死于癌症。